# Лебедєв Євген Вікторович
Лебедєв Євген Вікторович ( нар. 7 вересня 1941, м. Мелекесс, нині Димитровград Ульянов. обл., РФ - пом. 12 червня 2018 м. Київ) - український вчений у галузі хімії високомолекулярних сполук, академік НАН України, заслужений діяч науки і техніки України.

## Біографія
Євген Лебедєв народився 7 вересня 1941 року у місті Мелекесс, Ульянівського району, Російської федерації . 
Після завершення навчання у школі вступив до Куйбишевського політехнічного інституту, який закінчив  у 1968 році, ставши  в ньому асистентом кафедри пластмас. 
Продовжив своє навчання  у 1971, втупивши до аспірантури Інституту хімії високомолекулярних сполук АН УСРСР. Навчання у інституті було завершено достроково захистом дисертації у вересні 1974 на тему «Морфологічні дослідження сумішей полімерів в аспекті їх взаємодії з плазмою газового розряду».
Закінчивши навчання у аспірантурі, продовжив працювати у інституті спочатку молодшим науковим співробітником, а потім у 1976 році став старшим науковим співробітником за конкурсом, у 1980 році став завідувачем лабораторії, а згодом у 1982 році начальником відділу. 
Дисертацію «Полімерні модифікатори композиційних полімерних матеріалів і перед перехідний стан полімер-полімерних систем» захистив у 1982 році.
У 1985 році Євгена Лебедєва призначено виконувачем обов'язків директора Інституту хімії високомолекулярних сполук, а уже у квітні 1986 року обрано директором.
Науковець став членом-кореспондентом НАН України у 1988, а академіком в 2003 р.

## Наукова діяльність
Лебедєв один з провідних учених України у галузі високомолекулярних сполук, зокрема, хімії і технології багатокомпонентних полімерних систем і полімерних композитів. 
Він працював у співавторстві над  фундаментальними дослідженнями властивостей рідких полімерних сумішей в області розшарування, у ході досліджень було виявлено, що в разі переходу з однофазного в мікрогетерогенний двофазний стан система досягає екстремальних значень фізико-хімічних параметрів: мінімум в’язкості і максимум термодинамічного потенціалу. Це явище відкрило можливість з дуже малими витратами докорінно змінити структуру і властивості широко відомих полімерних матеріалів, оптимізувати склад композитних матеріалів.
У 1981 було зроблено відкриття «Властивості рідких сумішей полімерів у області розшарування» співавтором якого був Євген Лебедєв положення цього відкриття «Властивості рідких сумішей полімерів у області розшарування", воно було покладено в основу створення цілого спектру композитних матеріалів спрямованої дії. 
Фундаментальні дослідження Євгена Лебедєва стали опорою для  створення і впровадження нових аспектів, наповнених композицій з високими адгезійними, міцнісними, електрофізичними, кріогенностійкими властивостями. 
Лебедєв головний редактор «Полімерного журналу», член редколегії видань «Теоретична і експериментальна хімія», «Український хімічний журнал», «Хімічна промисловість України». Ним започатковано новий напрям у полімерній хімії - хімічне полімерознавство. 
«Технологія реставраційних робіт будівельних і фундаментних конструкцій та підземних споруд із використанням реакційноздатних полімерних систем» - це один з напрямів полімерознавства, який розвивається під його керівництвом.

### Наукові інтереси
Наукові інтереси Лебедєва включають різні аспекти хімії і фізики полімерів.
- Розвиток хімії та фізико-хімії функціональних полімерів і полімерних систем;

- Створення наукових основ регулювання властивостей полімерних матеріалів з функціональними наповнювачами і модифікуючими добавками, що містять реакційноздатні групи;

- Закономірності зміни макро властивостей у багатокомпонентних полімерних системах під впливом агентів, які змінюють міжфазні взаємодії;

- Наукові основи цілеспрямованого синтезу олігомерполімерних компонентів для створення кріогенностійких полімерних композицій;

- Процеси впливу неорганічних наповнювачів на температурний режим синтезу та міцнісні властивості реакційнонаповнених поліуретанів;

- Наукові принципи створення композицій, що мають позитивний коефіцієнт зміни об’єму при полімеризації, для покриттів спеціального призначення.

## Організаційна діяльність
Є членом таких організацій:
- Відділення хімії НАН України.

- Голова Наукової ради НАН України з проблеми «Хімія і модифікація полімерів».

- Спеціалізованої ради із захисту докторських дисертацій з хімії і фізики високомолекулярних сполук при ІХВСНАН України.

- Експертної ради НАН України з напряму «Нові покоління функціональних полімерних матеріалів і композитів на їх основі».

- Заступник голови секції «Полімерні матеріали» Наукової ради з нових матеріалів Міжнародної асоціації Академій наук.

- Науково-технічної координаційної ради м. Києва.

## Звання та нагороди
- Заслужений діяч науки і техніки України (1998)
- Орден князя Ярослава Мудрого V ступеня
- Премія імені А. І. Кіпріанова (2008 рік)[3]

## Патенти
Євген Лебедєв є співавтором відкриття і понад 450 наукових праць.
Його роботи яких понад 40 захищено  авторськими свідоцтвами СРСР та патентами України на винахід. 
Патенти Євгена Лебедєва
- Акрилатна клейова композиція, 2001 рік. Автори: Федорченко Євген Іванович, Лебедєв Євген Вікторович.
- Вогнестійка поліуретанова композиція, 2003 рік. Автори: Іщенко Светлана Степанівна, Лебедєв Євген Вікторович, Федорченко Євген Іванович.
- Зносостійка полімерна композиція,2003 рік. Автори: Денисенко Валерій Дмитрович, Лебедєв Євген Вікторович, Павлов Володимир Іванович, Федорченко Євген Іванович.
- Епоксидний клей холодного отвердіння, 2003 рік. Автори: Лебедєв Євген Вікторович, Шандрук Марія Іванівна, Зінченко Ольга Володимирівна.
- Епоксидний клей холодного затвердіння, 2004 рік.Автори: Костюк Людміла Іванівна, Єжова Валентина Дмитрівна, Шандрук Марія Іванівна, Лебедєв Євген Вікторович.
- Вогнестійка композиція,2005 рік. Автори: Шандрук Марія Іванівна, Скакун Юлія Володимирівна, Лебедєв Євген Вікторович, Зінченко Ольга Володимирівна, Єжова Валентина Дмитрівна.
- Медичний полімерний препарат “левкін”, 2006 рік. Автори: Галатенко Наталія Андріївна, Лебедєв Євген Вікторович, Рожнова Ріта Анатоліївна.
- Спосіб одержання термопластичного еластомеру, 2004 рік. Автори: Файнлейб Олександр Маркович, Григор'єва Ольга Петрівна, Старостенко Ольга Миколаївна, Толстов Олександр Леонідович, Даніленко Інна Юріївна,  Сергеєва Людмила Михайлівна, Лебедєв Євген Вікторович,
- Вогнестійка композиція, 2006 рік. Автори: Шандрук Марія Іванівна, Лебедєв Євген Вікторович, Єжова Валентина Дмитрівна, Зінченко Ольга Володимирівна.
- Органо-неорганічна композиція, 2006 рік. Автори: Лебедєв Євген Вікторович, Іщенко Світлана Степанівна, Денисенко Валерій Дмитрович.
- Вогнестійка органо-неорганічна композиція, 2007 рік. Автори: Лебедєв Євген Вікторович, Денисенко Валерій Дмитрович, Іщенко Світлана Степанівна.
- Уретан-неорганічна композиція, 2007 рік, Автори: Денисенко Валерій Дмитрович, Іщенко Світлана Степанівна, Лебедєв Євген Вікторович, Будзінська Віра Леонідівна.
- Органо-неорганічне зв`язуюче для пресованих виробів, 2007 рік. Автори: Лебедєв Євген Вікторович, Іщенко Світлана Степанівна, Денисенко Валерій Дмитрович, Будзінська Віра Леонідівна.
- Електропровідний клей-розплав, 2007 рік. Автори: Танаса Фулга, Паращенко Ірина Миколаївна, Лебедєв Євген Вікторович, Мамуня Євген Петрович, Заноага Мадаліна.
- Сенсорний електропровідний органо-неорганічний матеріал, 2008 рік. Автори: Лебедєв Євген Вікторович, Паращенко Ірина Миколаївна, Юрженко Максим Володимирович, Сетр Жерар, Буато Жизель, Мамуня Євген Петрович, Рибак Анджей.
- Спосіб одержання мікроволокон срібла, 2008 рік. Автори: Лебедєв Євген Вікторович, Гресь Олена Віталіївна, Матюшов Віталій Федорович.
- Епоксидний клей холодного затвердіння, 2008 рік. Автори: Зінченко Ольга Володимирівна, Шандрук Марія Іванівна, Лебедєв Євген Вікторович, Мамуня Євген Петрович, Матковська Ольга Казимирівна.
- Органо-неорганічна композиція, 2009 рік. Автори: Денисенко Валерій Дмитрович, Іщенко Світлана Степанівна, Лебедєв Євген Вікторович.
- Силікат-уретанова композиція, 2009 рік. Автори: Іщенко Світлана Степанівна, Лебедєв Євген Вікторович, Будзінська Віра Леонідівна.
- Полімерна композиція “гумопласт”, 2010 рік. Автори: Грищенко Володимир Костянтинович, Мишак Володимир Дмитрійович, Лебедєв Євген Вікторович, Єрмольчук Людмила Володимирівна, Бойко Віталій Петрович.
- Клейова композиція, 2010 рік, Автори: Зінченко Ольга Володимирівна, Шандрук Марія Іванівна, Матковська Ольга Казимирівна, Лебедєв Євген Вікторович.
- Сенсор з взаємопроникними електродами “спіральний”, 2011 рік. Автори: Гладкий Ераст Петрович, Паращенко Ірина Миколаївна, Юрженко Максим Володимирович, Лебедєв Євген Вікторович, Мамуня Євген Петрович, Буато Жизель.
- Спосіб визначення чутливості сенсору з взаємопроникними електродами, 2011 рік. Автори: Юрженко Максим Володимирович, Буато Жизель, Мамуня Євген Петрович, Лебедєв Євген Вікторович, Паращенко Ірина Миколаївна, Гладкий Ераст Петрович.
- Сенсор з взаємопроникними електродами “поверхневий”, 2011 рік. Автори: Лебедєв Євген Вікторович, Буато Жизель, Гладкий Ераст Петрович, Паращенко Ірина Миколаївна, Мамуня Євген Петрович, Юрженко Максим Володимирович
- Спосіб визначення чутливості сенсору з взаємопроникними електродами, 2011 рік. Автори: Буато Жизель, Юрженко Максим Володимирович, Мамуня Євген Петрович, Лебедєв Євген Вікторович, Гладкий Ераст Петрович, Паращенко Ірина Миколаївна.
- Епоксидна композиція, 2011 рік. Автори: Мамуня Євген Петрович, Лебедєв Євген Вікторович, Матковська Ольга Казимирівна, Шандрук Марія Іванівна.
- Органо-силікатна композиція, 2012 рік. Автори: Лебедєв Євген Вікторович, Будзінська Віра Леонідівна, Іщенко Світлана Степанівна, Денисенко Валерій Дмитрович.
- Епоксидна композиція, 2012. Автори: Зінченко Ольга Володимирівна, Шандрук Марія Іванівна, Матковська Ольга Казимирівна, Мамуня Євген Петрович, Лебедєв Євген Вікторович.
- Епоксидна композиція, 2012. Автори: Зінченко Ольга Володимирівна, Матковська Ольга Казимирівна, Мамуня Євген Петрович, Лебедєв Євген Вікторович, Шандрук Марія Іванівна.
- Спосіб одержання фотоактивного нанокристалічного діоксиду титану, 2013 рік. Автори: Матюшов Віталій Федорович, Толстов Олександр Леонідович, Лебедєв Євген Вікторович.
- Вогнестійка композиція, 2013 рік. Автори: Зінченко Ольга Володимирівна, Шандрук Марія Іванівна, Лебедєв Євген Вікторович.
- Спосіб одержання високопористого фотоактивного діоксиду титану, 2013. Автори: Лебедєв Євген Вікторович, Матюшов Віталій Федорович, Толстов Олександр Леонідович.
- Полімерна композиція, 2013 рік. Автори: Бойко Віталій Петрович, Лебедєв Євген Вікторович, Грищенко Володимир Костянтинович, Грузевич Ганна Борисівна, Дзюра Євген Антонович, Козлова Галина Адамівна.
- Полімерна композиція “гумопласт-м”, 2014 рік Автори: Грищенко Володимир Костянтинович, Семиног Віта Валентинівна, Баранцова Антоніна Вікторівна, Лебедєв Євген Вікторович, Бусько Наталія Анатоліївна, Мишак Володимир Дмитрович.
- Полімерна композиція, 2014 рік. Автори: Лебедєв Євген Вікторович, Мишак Володимир Дмитрович, Семиног Віта Валентинівна, Грищенко Володимир Костянтинович.
- Органосилікатна швидкотужавіюча композиція, 2014 рік. Автори: Лебедєв Євген Вікторович, Будзінська Віра Леонідівна, Денисенко Валерій Дмитрович.
- Полімеризаційна система для олігодієнів з кінцевими гідроксильними групами, 2014 рік.Автори: Бойко Віталій Петрович, Лебедєв Євген Вікторович, Грищенко Володимир Костянтинович.
- Полімерний сенсорний матеріал, 2015 рік. Автори: Лебедєв Євген Вікторович, Паращенко Ірина Миколаївна, Клименко Юрій Олександрович, Мамуня Євген Петрович, Левченко Володимир Володимирович.
- Полімерна протонпровідна композиція для паливних елементів, 2015 рік. Автори: Левченко Володимир Володимирович, Лебедєв Євген Вікторович, Шандрук Марія Іванівна, Зінченко Ольга Володимирівна.
- Полімеризаційна система для олігомерів з кінцевими гідроксильними групами, 2015 рік. Автори: Грищенко Володимир Костянтинович, Лебедєв Євген Вікторович, Бойко Віталій Петрович.

## Корисні посилання
Сайт НАН України